# Neophreatoicus assimilis
Neophreatoicus assimilis is een pissebed uit de familie Phreatoicidae. De wetenschappelijke naam van de soort is voor het eerst geldig gepubliceerd in 1894 door Charles Chilton.